# Gorino (Goro)
Gorino è una frazione del comune italiano di Goro, nella provincia di Ferrara, in Emilia-Romagna.

## Geografia fisica
Gorino sorge nel sud del delta del Po, su una lingua di terra protesa verso il mare Adriatico e compresa tra il Po di Goro a nord e la sacca di Goro a sud. La frazione è situata a 6,5 km dal capoluogo comunale Goro. Sulla sponda opposta del Po di Goro, che segna il confine con il Veneto, sorge Gorino Veneto, frazione del comune di Ariano nel Polesine.

## Storia
La storia di Gorino è relativamente recente poiché la località sorse come insediamento di capanne palustri di pescatori verso la fine del XIX secolo. Il 28 marzo 1944, nei pressi della frazione, fu compiuto l'eccidio fascista della Macchinina. Le difficilissime condizioni ambientali, aggravate da continue inondazioni, dalla malaria e da un isolamento protrattosi sino agli anni sessanta dal XX secolo resero particolarmente difficile la crescita e lo sviluppo della frazione.

## Monumenti e luoghi d'interesse
- Faro di Goro, situato alla foce del Po di Goro, a 3 km a sud-est della frazione, fu ricostruito nel 1950 su uno preesistente fatto saltare in aria dai tedeschi in ritirata al termine della seconda guerra mondiale[2]
- Chiesa della Beata Vergine della Mercede
- Monumento ai caduti in mare

## Infrastrutture e trasporti
A Gorino si trova un piccolo porto utilizzato dai pescatori locali, impiegati principalmente nella raccolta della vongola verace.